# Lenos Verlag
Der Lenos Verlag ist ein 1970 gegründeter Buchverlag in Basel.

## Programm
Das Programm besteht aus Schweizer und internationaler Literatur mit Schwerpunkt arabische Literatur; ausserdem Sachbücher zu Politik, Gesellschaft und Natur.
Schweizer Autoren des Verlags sind: Nicolas Bouvier, Blaise Cendrars, Jacques Chessex, Ella Maillart, Alice Rivaz, Hans Saner, Annemarie Schwarzenbach, Yvette Z’Graggen, Florianne Koechlin, Michelle Steinbeck und Thomas Duarte. Arabische Autoren bei Lenos sind unter anderem: Alaa al-Aswani (Der Jakubijân-Bau), Ghassan Kanafani, Ibrahim al-Koni, Tajjib Salich, Iman Humaidan, Mahi Binebine, Ahmed Mourad, Kaouther Adimi, Leila Aboulela sowie die Friedensvermittlerin Sumaya Farhat-Naser.
In der Reihe «Lenos Polar» präsentiert der Verlag seit 2019 gesellschaftskritische literarische Krimis (Romans noirs). Darunter sind die Romane von Joseph Incardona, Éric Plamondon und Colin Niel (Deutscher Krimipreis für den Roman Nur die Tiere in der Kategorie International.)

## Geschichte
In den ersten Jahren seines Bestehens lag der Schwerpunkt des Verlagsprogramms auf deutschsprachiger Belletristik aus der Schweiz. Daneben erschienen ausgewählte Sachbücher zu gesellschaftspolitischen Themen und zum Nahostkonflikt. 1979 verwüstete eine Gasexplosion das Verlagsdomizil und vernichtete Infrastruktur und Buchlager. Erster literarischer Titel aus der arabischen Welt war 1983 Ghassan Kanafanis Das Land der traurigen Orangen. Die Reihe «Arabische Literatur im Lenos Verlag» umfasst inzwischen über einhundert Titel aus elf Ländern und stellt damit die umfangreichste Bibliothek moderner arabischer Belletristik in deutscher Sprache dar. 
Der Verlag erhielt 1993 den Literaturpreis der Stadt Basel. 2012 wurde er vom Schweizer Buchhandel zum «Verlag des Jahres» gewählt. Der Lenos Verlag ist Mitglied von SWIPS, Swiss Independent Publishers.